# 人事院勧告

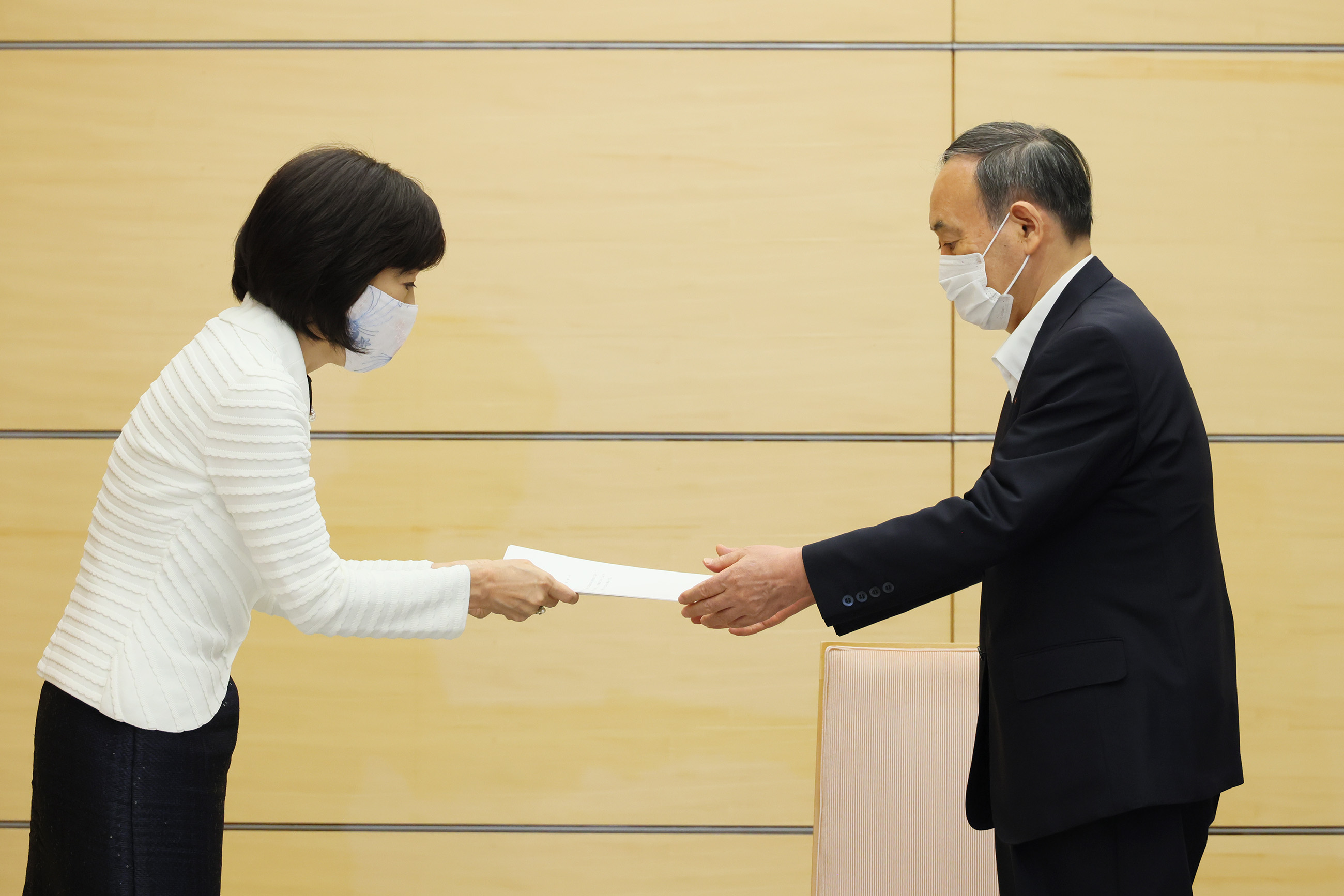
総理の菅義偉へ人事院勧告を手交する人事院総裁の川本裕子（2021年8月）

人事院勧告（じんじいんかんこく）とは、人事院が、国会、内閣、関係大臣その他機関の長に行う、国家公務員の一般職職員の「給与その他の勤務条件の改善及び人事行政の改善に関する勧告」（国家公務員法第3条第2項）の総称である。人勧とも略称される。一般には、単に人事院勧告と言う場合、給与制度に関する勧告である給与勧告を指すことが多い。

## 概説
「人事院は、法律の定めるところに従い、給与その他の勤務条件の改善及び人事行政の改善に関する勧告」（国家公務員法第3条第2項）をつかさどる。勧告は人事院の権限のうち、最も重要なものの一つであるとされる（浅井1970、p.115）。
ここで言う勧告とは行政機関が他の政府機関に参考意見を提出することである。勧告制度は人事院だけではなく、行政委員会、審議会等各種の行政機関に設けられている。勧告制度は勧告する機関とそれを受ける機関との間に、上級・下級の指揮命令関係がないことを前提とし、相手側への法的な拘束力はないが、勧告する機関の専門的地位と勧告の権威によって実際上、一定の影響力をもつ。とりわけ人事院勧告は一般に公務員の労働基本権制限の代償措置とみなされているため、影響力は強い（詳しくは#労働基本権制約の代償措置性を参照）。
人事院勧告の勧告先の機関には、国会、内閣、関係大臣その他の機関の長があるが、勧告の種類によってその規定は異なる。具体的には、その実現に法律の制定改廃を要する種類の勧告は国会や内閣に対して、行政措置で足りる勧告は関係大臣その他の機関の長のみに対して行うことが定められている。国会に対する勧告は、憲法に国会に対する内閣の責任制度（日本国憲法第66条第3項）を定めた日本においては、人事院の強い独立性とその勧告内容の重要性を意味する。内閣所轄下にあって国会に対する勧告権をもつ行政機関は、現行制度下では人事院のみである
「人事院勧告」という呼称は人事院が行う諸勧告の総称、通称であり、法律上の用語ではない。国家公務員法にて「勧告」の語を用いて規定された人事院の権限には大きく「人事行政改善の勧告」（第22条）と勤務条件の変更に関する勧告（第28条ほか）の2種類に大別でき、後者のうち給与、勤務時間等主要な事項については給与法、勤務時間法等の関連法に個別規定が設けられている。
この他にも、上の「勧告」（GHQの作成した国公法草案の英原文:recommendation）と性質が同一または類似する権限が、「意見の申出」（to submit opinions）、事案および（調査研究）成果の「提出」（submit its recommendation)といった形式で定められており、「人事院勧告」の範囲は一様ではない。本項ではこれら全体を扱うものとする。
元人事院総裁の浅井清は上の勧告制度の特質を踏まえ、いずれも、国会と内閣を勧告先に含むことから「勧告」と「意見の申出」、「提出」はその内容においては同じことであるとしている。ただし、「筆者の経験によると、意見の申出は、これを受け取るほうで、勧告ほど強く感じないように思われる」とも述べている（浅井1970）。また、人事院勧告の中には、給与勧告（後述）のように「報告」と密接に結びついているものもある。以下、国公法その他関連法に規定された人事院勧告を列挙する。以下、国公法その他関連法に規定された人事院勧告を列挙する。
- 「人事行政改善の勧告」（国公法第22条第1項） - 人事行政の改善に関し関係大臣その他の機関の長に勧告することができる。ただし、この勧告をしたときは、その旨を内閣に報告しなければならない（同条第2項）。なお、国家公務員宿舎に関する事項はこの勧告と国公法第28条第1項に定める勧告に含まれる（国家公務員宿舎法第21条）。本条制定以来、この勧告がなされたことはない（[2]p.75）。
- 「法令の制定改廃に関する意見の申出」（国公法第23条） - 法令の制定改廃に関し意見があるときは、その意見を国会及び内閣に同時に申し出る。最近の例では、給与勧告と同時の2010年8月10日、非常勤職員が育児休業を取得できるようにするために「国家公務員の育児休業等に関する法律の改正についての意見の申出」を行った。過去人事院が行った意見の申出は、そのほとんどが内容どおりに立法化されている（[2]p.77）。
- 勤務条件の変更に関する勧告（国公法第28条第1項） - 給与、勤務時間その他勤務条件に関する基礎事項を、国会により社会一般の情勢に適用するように（情勢適応の原則）、随時変更するよう勧告する。ここでいう「基礎事項」とは法律の制定改廃を要する事項であるため、1950年代後半まで人事院は、当該勧告と国公法第23条の「法令の制定改廃に関する意見の申出」を厳密に区別した上で、勧告後に改めて「意見の申出」を国会及び内閣に行っていた。現在は、単に当該勧告を国会と内閣に行うことで済ませている[2]。なお、国家公務員宿舎に関する事項はこの勧告と国公法第22条第1項に定める勧告に含まれる（宿舎法第21条）。
- 給与勧告（国公法第28条第2項） - （詳しくは#給与勧告を参照）。給与改定勧告とも。給与水準・制度の適正化・改善について国会及び内閣に対して勧告する。国公法第28条に規定された勧告の具体的一形態である。職員の給与を調査研究し、それが適当であるかどうかを明らかにした「報告」とセットでなされる。｢情勢適応の原則｣により、国家公務員の給与水準を民間のそれに合わせること（民間準拠）を基本としている。給与法において、給与一般のより詳細な勧告規定がある。寒冷地手当については、寒冷地手当法にて2種類の勧告が特記されている。
- 給与に関する法律に定める事項の改定に関する勧告（国公法67条） - 国公法28条2項に規定された給与水準の改定以外で、給与に関する法律に定める事項の改定案を作成し、国会及び内閣に勧告する。
- 行政措置要求の実行勧告（国公法第88条） - 行政措置の要求に対し、人事院が措置の必要性を認めた場合、内閣総理大臣又は請求者たる職員の所轄庁の長に対し、その実行を勧告しなければならない。
- 補償制度の研究成果の「提出」（国公法第95条） - 補償制度の研究成果を国会及び内閣に提出しなければならない。規定どおり、人事院は研究成果を1951年2月17日に国家公務員災害補償法案として提出し、同法は第10回国会にて成立、同年7月1日に施行された。
- 退職年金制度に関する「意見の申出」（国公法第108条） - 退職年金制度に関して調査研究を行い、必要な意見を国会及び内閣に申し出る。退職年金制度は現在、退職共済年金として財務省の所管する国家公務員共済組合が運用しているが、退職年金制度は人事労務管理上の重要な機能を有しており、人事行政の公正確保と職員の利益保護のために、人事院の意見の申出が認められている[3]。ただし、退職年金制度は第一義的には社会保障制度の一部であるため、改正の際に政府・内閣は人事院の意見の申出の有無にかかわらず、社会保障制度審議会に意見を求めなければならない。
- 勤務時間、休日及び休暇に関する勧告（勤務時間法第2条第1項） - 勤務時間、休日及び休暇に関する制度の改定を国会および内閣に対して勧告する。人事院が上の制度について調査研究を行い、その結果を国会及び内閣に同時に報告、必要があればそれにあわせて勧告がなされる。給与と同様に民間準拠原則を採用しているほか、「行政サービスの維持」や「仕事と生活の調和」といった観点から決定される。直近の例では2008年8月11日の給与勧告と同時に、職員の勤務時間を1日7時間45分、1週38時間45分に引き下げる内容の「職員の勤務時間の改定に関する勧告」が行われた。
- 指定職俸給表の号俸に関する内閣総理大臣への意見の申出（給与法6条の2） - 指定職俸給表の適用を受ける職員（人事院及び会計検査院の職員を除く）の号俸を内閣総理大臣が予算の範囲内で決定するさいに聴く人事院の意見である（給与法6条の2第1項）。この意見について「内閣総理大臣は、職員の適正な勤務条件の確保の観点からする人事院の意見については、十分に尊重するものとする」（同項後段）。
- 級別定数等に関する内閣総理大臣への意見の申出（給与法8条1項） - 各俸給表の級の職員（人事院と会計検査院の職員を除く）の定員数（級別定数）を内閣総理大臣が予算の範囲内で決定するさいに聴く人事院の意見である（給与法8条1項）。この意見について、「内閣総理大臣は、職員の適正な勤務条件の確保の観点からする人事院の意見については、十分に尊重するものとする」と規定されている（同項後段）。

## 給与勧告

### 法律上の規定
日本国憲法は内閣が｢法律の定める基準に従ひ、官吏に関する事務を掌理すること｣（第73条第4号）を定めている。これを受けて、国家公務員法は国家公務員の給与、勤務時間等の勤務条件は｢国会により社会一般の情勢に適応するように、随時これを変更することができる｣こと（第28条第1項、勤務条件法定主義、情勢適応の原則）を定めている。また、人事院はこの変更に関して勧告することを怠ってはならない（同条）。
この｢勤務条件法定主義｣と｢情勢適応の原則｣を給与において実現させるため、｢人事院は、毎年、すくなくとも一回、俸給表が適当であるかどうかについて国会及び内閣に同時に報告しなければならない。給与を決定する諸条件の変化により、俸給表に定める給与の100分の5以上増減する必要が生じたと認められるときは、人事院は、その報告にあわせて、国会及び内閣に適当な勧告をしなければならない｣（国公法第28条第2項）。
この勧告は給与勧告（または給与改定勧告）と呼ばれ、毎年8月上旬になされるのが常例となっている。国家公務員給与は勤務条件の要であり、多方面への波及力ゆえ（詳しくは#日本の賃金決定機構における機能に後述）その変動は財政・経済にも大きく影響するので、人事院の勧告中最も重要視されている。給与勧告が扱う事項は、情勢適応の原則による給与水準（ベース）の上下だけではなく、給与制度全般を含む。
国公法第28条第2項に対応して、給与法においても人事院が｢職員の給与額を研究して、その適当と認める改定を国会及び内閣に同時に勧告すること｣（第2条第3項）が定められている。
寒冷地手当については、｢国家公務員の寒冷地手当に関する法律｣（寒冷地手当法）が別個に2種類の勧告を規定している。一つは、第3条第2項に規定され、寒冷地手当の支給日、支給方法その他支給に関し必要な事項の定めについて内閣総理大臣に対して行う勧告である。もう一つは、第4条に規定され、寒冷地手当について調査研究し、法改正が必要と認めるときに、国会及び内閣に同時に行う勧告である。第3条第2項の勧告は、内閣総理大臣に対してのみ行う勧告であり、人事院は給与勧告とは区別して扱っている。一方、第4条の勧告は給与勧告の一部として他の勧告事項と一緒に行われている。

### 給与決定の要素
国公法は職員の給与を決定する要素として、「生計費、民間における賃金その他人事院の決定する適当な事情」を挙げている（第64条第2項）。この規定により、人事院は毎年国民一般の標準的な生活費用（標準生計費）と民間賃金の調査を実施している。実際の給与勧告にあたっては、人事院が官民給与の比較を行い、両者の較差を算出し、職員の給与を民間給与にあわせること（民間準拠）を基本として、俸給表・手当の改定内容を決定する。
民間準拠原則を採用する理由について、人事院は「国家公務員も勤労者であり、勤務の対価として適正な給与を支給することが必要とされる中で、その給与は、民間企業とは異なり、市場原理による決定が困難であることから、その時々の経済・雇用情勢等を反映して労使交渉等によって決定される民間の給与に準拠して定めることが最も合理的であり、職員の理解と納得とともに広く国民の理解を得られる方法であると考えられることによる」と説明している。
なお、生計費は前出の国公法第64条の規定で給与決定の条件の一つに挙げられてはいるが、現在の勧告実務においては全体の給与水準を直接左右する要素としては扱われておらず、俸給表作成時に号俸の盛り付けの参考とされるにとどまっている。これは、生計費は民間給与の形成段階で既に織り込まれており、官民給与の比較をすれば同時に生計費への配慮を行ったことになるとする人事院の見解による（佐藤2009、pp.45-46）。
民間準拠のためには、民間事業所の従業員の給与と、国家公務員の給与の実態を把握する必要がある、民間給与については、厚生労働省の「賃金構造基本統計調査」や国税庁の「民間給与実態統計調査」など政府機関による様々な調査が行われているが、いずれも国家公務員給与と直接比較するための資料としては不十分である。そこで人事院は、官民給与比較に最適な独自の調査として「職種別民間給与実態調査」（通称「民調」）と「国家公務員給与等実態調査」を実施している。
「職種別民間給与実態調査」は、公務と類似する職種に従事する常雇従業員について個人別に4月分の月例給与等を調査する「従業員別調査」と、事業所別に給与改定や雇用調整等の状況、手当制度を調査する「事業所別調査」から成る。大規模な実地調査であるため、人事院が都道府県・政令市などの人事委員会と共同で行う。期間は例年、5月1日から50日間程度である。なお、特別給（賞与、ボーナス）は月例給とは別に「事業所別調査」で調査する。調査対象は企業規模50人以上で、かつ事業所規模50人以上の民間事業所であり、地域別に、産業、規模等により層化無作為抽出される。「従業員別調査」もその標本事業所の従業員が対象となる。
2009年の調査では、50232事業所を対象に、前述の基準で910層に層化し、うち11100事業所が無作為抽出された。「従業員別調査」の調査実人員は78職種に就く463712人であった。
調査対象事業所を事業所規模50人以上とする理由は「これによって、公務と同種・同等の者同士による月例給比較が可能であり、精緻な実地調査による調査の精確性を維持できる範囲で、民間企業の従業員の給与を広く把握し反映させることができ、民間企業の常雇従業員の六割強をカバーできるということに基づく」（佐藤2009、p.44）と説明されている。
一方、国家公務員の給与は「国家公務員給与実態調査」を通して把握される。こちらは人事院が全職員を対象に毎年4月1日における給与実態を調査する。両調査ともに職種、役職段階、年齢、学歴、勤務地域といった給与決定要素別に細かく給与を調査しており、官民給与の精密な比較を行うための基礎的統計となっている。

### 公務・民間給与の比較方法
官民給与の比較は、民間、公務員の両実態調査を基に行われる。単純に平均値を比較するのではなく、仕事の種類、責任の度合い、年齢、学歴、勤務地域といった主な給与決定条件を同じくするグループごとに比較し、国家公務員の人員構成を基準としてラスパイレス算式で全体の官民較差を算出する。
税務、公安職等は民間に比較すべき職種がないため、比較から外されている。特別給も比較方法は一般給与と同じだが、単位に年間支給割合を用いる。

### 勧告から給与改定に至るまで
給与勧告の内容は人事院会議で最終決定し、官民給与や生計費に関する調査結果が記載された「報告」（国公法第28条第2項）とセットで国会と内閣に対して同時に行われる。例年、人事院総裁が内閣総理大臣に勧告書を手渡す様子が公開されている。
職員の給与は金銭、有価物を問わずすべて法律に基づき支給されなければならない（国公法第63条第1項、給与法定主義）。よって給与勧告の実施には法律の改廃制定が必要となるが、人事院には法案提出権はないので、政府立法か議員立法を通じて実施する。制度発足から現在にいたるまで、勧告を受けた内閣が法案を国会に提出し、可決・成立させるというプロセスをたどっている。人事院勧告は相手方(給与勧告の場合、内閣と国会）を法的に拘束するものではないので、勧告通りに法案が策定、又は可決・成立するとは限らない。
給与勧告を受けた内閣は、その取扱方針を給与関係閣僚会議を経て閣議決定する。この取扱方針を基に、総務省人事・恩給局（旧総務庁人事局）が給与関連法（給与法、寒冷地手当法など）の改正案を策定。次にこの改正案を閣議決定し、内閣提出法案として国会に提出する。最後に国会で法案が可決・成立し、改正法に定められた実施時期が訪れて給与改定は実施をみる。なお、改定時期は給与の改定項目（俸給表、各手当など）によってことなる。
政府・国会側が勧告通りに給与改定を実施しない時に用いられる手法には、減額（「値切り」）で改定内容そのものを勧告から改変する方法と、内容は勧告通りだが、実施を遅延もしくは見送る（「凍結」）方法がみられた。どちらも職員給与を抑制するもので、前者の方法は主に1950年代と1982年～1984年にかけて、後者は1960年代に使われた。近年は引き下げ勧告となった年もあり、一部の改定事項を除いて完全実施が続いている（詳しくは#沿革を参照）。
このような給与勧告の不完全実施の理由として政府は財政上の理由を挙げてきたが、人事院や組合側は人事院勧告は労働基本権制約の代償であるから完全実施するべきとしてきた。

### 日本の賃金決定機構における機能
給与勧告は国家公務員の一般職非現業職員の給与を対象とするが、公務員の給与法制上、公共部門全体の給与水準がこれに連動し、また一部の民間給与にも逆作用するため、日本の賃金決定機構において重要な機能を持っている。高度経済成長期にあっては、春闘相場の設定自体に大きな影響を及ぼすこともあった。このため、マルクス経済学の立場から、人事院の給与勧告を「国家独占資本主義の段階における賃金決定過程への国家の直接的介入」「政府のイニシアティブによる賃金水準の統制」と規定する研究者もいる（神代1973、p.105）。また、大局的には、消費経済の動向に影響を与えることになる。
公務部門
人事院の給与勧告は公務員全体の給与水準に対する強い影響力を持っている。
人事院の給与勧告が直接対象とする国家公務員は給与法、任期付職員法、任期付研究員法の適用職員（2009年1月15日現在、292405人）である。また他の公務員給与法により大臣、裁判官、裁判所職員、国会職員、防衛省職員（自衛官含む）等特別職の職員（約30万人）及び検察官（約3千人）が勧告に準じて措置される。
行政執行法人（約7千人）の職員の給与は労使の団体交渉（または中労委の仲裁裁定）によって決定されるが、その際給与法適用職員の給与を考慮することが定められており、勧告の強い影響下にある。
地方公務員にも勧告は大きな影響を及ぼす。地方公務員一般職の職員の給与は、首長が提出した給与条例の改正案を議会が可決・成立させることで改定され、都道府県や政令指定都市等においては、人事委員会が事前に首長に行う独自の給与勧告が給与改定を主導している。この人事委員会の勧告と、給与条例の改正案は、人事院の給与勧告にならうことが多い。ただし、その程度には差が見られる（早川1979、p.259）。
公務員以外の公共部門
行政執行法人以外の独立行政法人（非公務員型、職員数約7万5千人）並びに国立大学法人（約12万9千人）の職員の給与は労使の団体交渉を通じて決定されるが、「社会一般の情勢に適合」させることが定められている（独立行政法人通則法第63条第3項）。また、独立行政法人、国立大学法人、特殊法人及び認可法人等の給与水準は、毎年公表と総務大臣への届出をすることが義務付けられており、人事院はそれにあたって、これらの法人（2008年度は208法人）と国家公務員との給与の比較指標を作成し、各法人と総務省に提供している。このような制度と取り組みにより、非公務員である政府関係機関の職員の給与も直接または間接的に勧告の影響を受けている。
これらの機関のほかにも勧告の直接的、間接的影響が指摘されている機関には、公共組合、国及び地方公共団体系の公益法人、地方独立行政法人、地方の特殊法人（地方住宅供給公社、土地開発公社など）なども挙げられており、その範囲は公共部門全般にわたっている（早川1979年、p.264）。
民間部門
給与勧告は民間給与を基に決められるが、これが直接または国、地方公共団体及び政府関係機関の職員の給与を媒介して民間給与にも一定度逆作用する。具体例としては、私立学校、私立病院、農業協同組合、（春闘に参加できない）中小企業等が挙げられている（早川1979）。中小企業の多くは給与勧告後の夏から秋にかけて賃金改定を行い、その中の一定数が勧告を基準としているとされる。
なお、給与勧告の根拠となる「職種別民間給与実態調査」は職種、役職、年齢等の給与決定要素別に集計されているという特色から、民間企業が賃金決定の資料として活用している。労務行政研究所が企業の賃金決定のための資料として発行している『規模別・地区別・年齢等でみた職種別民間賃金の実態』には、同調査が収録されている。

## 労働基本権制約の代償措置性
日本の国家公務員は争議行為が全面一律に禁止され、加えて非現業職員は団体協約締結権が認められていないなど、労働基本権が大きく制限されている。したがって、勤務条件を私企業のように労使交渉を通して決定することができず、人事行政の改善、特に勤務条件を社会一般の情勢に適応させる機能は人事院勧告が担っている。
公務員の労働基本権制約・剥奪は1948年7月31日の「昭和二十三年七月二十二日附内閣総理大臣宛連合國最高司令官書簡に基く臨時措置に関する政令」（昭和23年政令第201号）に端を発している。この政令に基づく国公法一次改正の際、同時に人事院勧告制度が導入された。
このような状況と経緯から、人事院や最高裁の判例（全農林警職法事件など）は、人事院勧告を労働基本権制約の主な代償措置と位置づける見解を採用している、これは「人勧代償措置論」とも呼ばれ、公務員の労働基本権制約の正当化や、給与勧告の完全実施要求の根拠として援用されることもある。
一方で人事院勧告の代償措置性を否定する議論もある。地方自治問題研究機構の行方久生は、歴史的にみて人事院・人事院勧告は労働基本権制約の代償として導入された制度ではなく、原理的にも労働基本権を離れた人事行政一般の範疇に収まるものであり、両者に代償関係は認められないとしている（行方2004）。

## 沿革

### 年表
- 1947年（昭和22年）
  - 10月16日 - 国家公務員法が可決成立。21日公布、翌年7月1日全面施行。
  - 11月1日 - 国家公務員法に基づき、内閣総理大臣の所轄の下に臨時人事委員会が設置される。
- 1948年（昭和23年）
  - 7月 - 第1回職種別民間給与実態調査を実施。対象は391事業所、25職種、調査実人員427人。
  - 7月31日 - 公務員の争議権を禁止する政令201号公布、即日施行。
  - 11月9日 - 臨時人事委員会が内閣総理大臣（当時、吉田茂）に「政府職員の新給与実施に関する法律」（給与法の前身）の改正案を提出。国家公務員法第67条（「給与準則の改訂」）の趣旨による。
  - 11月30日 - 国公法（第1次改正）が可決成立。同年12月3日に公布。国家公務員の争議権、団体協約締結権を剥奪。臨時人事委員会を人事院に改組。「情勢適応の原則」に基づく給与勧告制度（第28条第2項）が導入される。

- 1950年（昭和25年）- 「一般職の職員の給与に関する法律」（給与法）公布。
- 1953年（昭和28年）3月 - 1953年職種別民間給与実態調査を実施。対象は4741事業所、76職種、調査実人員96528人。人事院と都道府県及び5大市の人事委員会が民間給与調査を民調に一本化し、合同で実施。調査規模の飛躍的な拡大をみる。
- 1959年（昭和34年）- 公民給与の比較方式を格付号俸方式（ベース比較）からラスパイレス方式に変更。
- 1960年（昭和35年）
  - 4月 - 1960年職種別民間給与実態調査を実施。調査時期を3月から4月に変更。
  - 8月8日 - 月例給の12.4%引き上げ給与勧告。

- 1964年（昭和39年）4月 - 太田・池田会談（内閣総理大臣と総評議長の会談）により公労協「四・十七スト」を回避。公労委裁定の遵守及びその基準とする民間給与を企業規模50人以上から企業規模100人以上とすることを確認。
- 1965年（昭和40年）4月 - 1965年職種別民間給与実態調査を実施。調査対象事業所の規模を事業所規模50人以上から、企業規模100人以上かつ事業所規模50人以上に引き上げ。
- 1970年（昭和45年）8月14日 - 月例給の12.67%の引き上げ勧告。佐藤栄作内閣、初の完全実施を決定。
- 1973年（昭和48年）4月25日 - 全農林警職法事件最高裁判決。
- 1982年（昭和57年）8月6日 - 月例給の4.58%引き上げ勧告。鈴木善幸内閣、財政難を理由に実施見送り。
- 2002年（平成14年）8月8日 - 月例給の2.03%引き下げ勧告。初のマイナス改定となる。
- 2006年（平成18年）4月 - 2006年職種別民間給与実態調査を実施。調査対象事業所の規模を企業規模100人以上かつ事業所規模50人以上から、企業規模50人以上かつ事業所規模50人以上に引き下げ。
- 2009年（平成21年）5月1日 - 夏季の特別給0.2ヶ月分を凍結するよう臨時の給与勧告を実施。既に前年度の改定で決まった特別給の夏季支給分を臨時で引き下げる勧告は初。人事院は民間企業における夏季一時金の急激な削減を理由として説明。
- 2011年（平成23年）10月28日 - 野田内閣が同年9月30日になされた人事院勧告を実施するための給与法改正案を提出しないことを閣議決定。既に国会に提出していた「国家公務員の給与の臨時特例に関する法律案」を理由に挙げた。
- 2012年（平成24年）2月29日 - 同年2月22日に民主・自民・公明3党が共同提出した「国家公務員の給与の改定及び臨時特例に関する法律」（給与改定・臨時特例法）が参議院（第180回国会）で可決・成立。2011年度は人事院勧告を実施し、一般職の給与を2012年度から2013年度まで2年間、平均7.8%減額する。内閣提出の「給与臨時特例法案」は廃案になった。
- 2013年（平成25年）8月8日 - 職員給与と国家公務員制度改革について内閣・国会に報告した。例年、給与に関する報告と同時に行っていた給与勧告を、給与改定・臨時特例法の定めた「給与減額支給措置による減額前の月例給及び特別給の水準について、本年は民間給与と均衡している」[21]として行わなかった。

### 過去の給与勧告一覧
過去の給与勧告一覧は以下の通り。
| 給与勧告 | 給与勧告         | 給与勧告     | 給与勧告            | 給与勧告        | 国会決定       | 国会決定            | 国会決定        |
| -------- | ---------------- | ------------ | ------------------- | --------------- | -------------- | ------------------- | --------------- |
| 年       | 日付             | 月例給改定率 | 実施時期 （月例給） | 特別給 支給月数 | 月例給改定率   | 実施時期 （月例給） | 特別給 支給月数 |
| 1948     | 12月10日         | 6,307円      | 明記せず            | -               | 勧告どおり     | 1948年12月1日       | -               |
| 1949     | 12月4日          | 7,877円      | 明記せず            | -               | 実施見送り     | -                   | -               |
| 1950     | 8月9日           | 8,058円      | 明記せず            | -               | 7,981円        | 1951年1月1日        | -               |
| 1951     | 8月20日          | 11,263円     | 8月1日              | 1.0             | 10,062円       | 1951年10月1日       | 0.8             |
| 1952     | 8月1日           | 13,515円     | 5月1日              | 1.5             | 12,820円       | 1952年11月1日       | 1.5             |
| 1953     | 7月18日          | 15,480円     | 可及的速やかに      | 2.0             | 15,483円       | 1954年1月1日        | 2.0             |
| 1955     | 7月19日          | -            | -                   | 2.25            | -              | -                   | 2.25            |
| 1956     | 7月16日          | (5.8%）      | 可及的速やかに      | 2.40            | 勧告どおり     | 1957年4月1日        | 2.40            |
| 1957     | 7月16日          | -            | -                   | 2.55            | -              | -                   | 勧告どおり      |
| 1958     | 7月16日          | （1.84%）    | 可及的速やかに      | 2.80            | 勧告どおり     | 1957年4月1日        | 〃              |
| 1959     | 7月16日          | （3.32%）    | 〃                  | 2.90            | 〃             | 1960年4月1日        | 〃              |
| 1960     | 8月8日           | 12.4%        | 5月1日              | 3.00            | 〃             | 10月1日             | 〃              |
| 1961     | 8月8日           | 7.3%         | 5月1日              | 3.40            | 〃             | 10月1日             | 〃              |
| 1962     | 8月10日          | 9.3%         | 5月1日              | 3.70            | 〃             | 10月1日             | 〃              |
| 1963     | 7月5日           | 7.5%         | 5月1日              | 3.90            | 〃             | 10月1日             | 〃              |
| 1964     | 8月12日          | 8.5%         | 5月1日              | 4.20            | 〃             | 9月1日              | 〃              |
| 1965     | 8月13日          | 7.2%         | 5月1日              | 4.30            | 〃             | 9月1日              | 〃              |
| 1966     | 8月12日          | 6.9%         | 5月1日              | -               | 〃             | 9月1日              | 〃              |
| 1967     | 8月15日          | 7.9%         | 5月1日              | 4.40            | 〃             | 8月1日              | 〃              |
| 1968     | 8月16日          | 8.0%         | 5月1日              | -               | 〃             | 7月1日              | 〃              |
| 1969     | 8月15日          | 10.2%        | 5月1日              | 4.50            | 〃             | 6月1日              | 〃              |
| 1970     | 8月14日          | 12.67%       | 5月1日              | 4.70            | 〃             | 勧告どおり          | 〃              |
| 1971     | 8月13日          | 11.74%       | 5月1日              | 4.80            | 〃             | 〃                  | 〃              |
| 1972     | 8月15日          | 10.68%       | 4月1日              | -               | 〃             | 〃                  | 〃              |
| 1973     | 8月9日           | 15.39%       | 4月1日              | -               | 〃             | 〃                  | 〃              |
| 1974     | 7月26日          | 29.64%       | 4月1日              | 5.2             | 勧告どおり     | 勧告どおり          | 勧告どおり      |
| 1975     | 8月13日          | 10.85%       | 4月1日              | -               | 勧告どおり     | 勧告どおり          | 勧告どおり      |
| 1976     | 8月10日          | 6.94%        | 4月1日              | 5.0             | 勧告どおり     | 勧告どおり          | 勧告どおり      |
| 1977     | 8月9日           | 6.92%        | 4月1日              | -               | 〃             | 〃                  | 〃              |
| 1978     | 8月11日          | 3.84%        | 4月1日              | 4.9             | 〃             | 〃                  | 〃              |
| 1979     | 8月10日          | 3.70%        | 4月1日              | -               | 〃             | 〃                  | 〃              |
| 1980     | 8月8日           | 4.61%        | 4月1日              | -               | 〃             | 〃                  | 〃              |
| 1981     | 8月7日           | 5,23%        | 4月1日              | -               | 〃（一部修正） | 〃                  | 〃              |
| 1982     | 8月6日           | 4.85%        | 4月1日              | -               | 実施せず       | -                   | -               |
| 1983     | 8月5日           | 6.47%        | 4月1日              | -               | 2.03%          | 勧告どおり          | 勧告どおり      |
| 1984     | 8月10日          | 6.44%        | 4月1日              | -               | 3.37%          | 〃                  | 〃              |
| 1985     | 8月7日           | 5.74%        | 4月1日              | -               | 勧告どおり     | 〃                  | 〃              |
| 1986     | 8月12日          | 2.31%        | 4月1日              | -               | 〃             | 〃                  | 〃              |
| 1987     | 8月6日           | 1.47%        | 4月1日              | -               | 〃             | 〃                  | 〃              |
| 1988     | 8月4日           | 2.35%        | 4月1日              | -               | 〃             | 〃                  | 〃              |
| 1989     | 8月4日           | 3.11%        | 4月1日              | 5.1             | 〃             | 〃                  | 〃              |
| 1990     | 8月7日           | 3.67%        | 4月1日              | 5.35            | 〃             | 〃                  | 〃              |
| 1991     | 8月7日           | 3.71%        | 4月1日              | 5.45            | 〃             | 〃                  | 〃              |
| 1992     | 8月7日           | 2.87%        | 4月1日              | -               | 〃             | 〃                  | 〃              |
| 1993     | 8月3日           | 1.92%        | 4月1日              | 5.30            | 〃             | 〃                  | 〃              |
| 1994     | 8月2日           | 1.18%        | 4月1日              | 5.20            | 〃             | 〃                  | 〃              |
| 1995     | 8月1日           | 0.90%        | 4月1日              | -               | 〃             | 〃                  | 〃              |
| 1996     | 8月1日           | 0.95%        | 4月1日              | -               | 〃             | 〃                  | 〃              |
| 1997     | 8月4日           | 1.02%        | 4月1日              | 5.25            | 〃             | 〃                  | 〃              |
| 1998     | 8月12日          | 0.76%        | 4月1日              | -               | 〃             | 〃                  | 〃              |
| 1999     | 8月11日          | 0.28%        | 4月1日              | 4.95            | 〃             | 〃                  | 〃              |
| 2000     | 8月15日          | 0.12%        | 4月1日              | 4.75            | 〃             | 〃                  | 〃              |
| 2001     | 8月8日           | 0.08%        | 4月1日              | 4.70            | 〃             | 〃                  | 〃              |
| 2002     | 8月8日           | △2.03%       | [ 注釈 10 ]         | 4.65            | 〃             | 〃                  | 〃              |
| 2003     | 8月8日           | △1.07%       | [ 注釈 10 ]         | 4.40            | 〃             | 〃                  | 〃              |
| 2004     | 8月6日           | -            | -                   | -               | -              | 〃                  | -               |
| 2005     | 8月15日          | △0.36%       | [ 注釈 10 ]         | 4.45            | 〃             | 〃                  | 〃              |
| 2006     | 8月8日           | -            | -                   | -               | -              | -                   | -               |
| 2007     | 8月8日           | 0.35%        | 4月1日              | 4.50            | 〃             | 〃                  | 〃              |
| 2008     | 8月11日          | -            | -                   | -               | -              | -                   | -               |
| 2009     | 5月1日           | -            | -                   | (4.30)          | -              | -                   | 勧告どおり      |
| 2009     | 8月11日          | △0.22        | [ 注釈 10 ]         | 4.15            | 勧告どおり     | 勧告どおり          | 〃              |
| 2010     | 8月10日          | △0.19        | [ 注釈 10 ]         | 3.95            | 〃             | 〃                  | 〃              |
| 2011     | 9月30日          | △0.23        | [ 注釈 10 ]         | -               | 〃             | ‐                   | ‐               |
| 2012     | 8月8日           | -            | -                   | -               | -              | -                   | -               |
| 2014     | 8月7日           | 0.27%        | 4月1日              | 4.10            | 勧告どおり     | 勧告どおり          | 勧告どおり      |
| 2015     | 8月6日           | 0.36%        | 4月1日              | 4.20            | 〃             | 〃                  | 〃              |
| 2016     | 8月8日           | 0.20%        | 4月1日              | 4.30            | 〃             | 〃                  | 〃              |
| 2017     | 8月8日           | 0.15%        | 4月1日              | 4.40            | 〃             | 〃                  | 〃              |
| 2018     | 8月10日          | 0.16%        | 4月1日              | 4.45            | 〃             | 〃                  | 〃              |
| 2019     | 8月7日           | 0.09%        | 4月1日              | 4.50            | 〃             | 〃                  | 〃              |
| 2020     | 10月7日 10月28日 | -            | [ 注釈 13 ]         | 4.45            | -              | -                   | 〃              |
| 2021     | 8月10日          | -            | [ 注釈 13 ]         | 4.30            | -              | -                   |                 |
| 2022     | 8月8日           | 0.23%        | 4月1日              | 4.40            |                |                     |                 |